# Доминик Андреас фон Кауниц-Ритберг-Квестенберг
Доминик Андреас фон Кауниц-Ритберг-Квестенберг (на немски: Dominik Andreas (II). von Kaunitz-Rietberg-Questenberg; * 30 март 1739 във Виена; † 26 ноември 1812 във Виена) е княз от бохемския род Кауниц, граф на Ритберг, императорски дворцов служител и дипломат.
Той е третият син на 1. княз Венцел Антон фон Кауниц (1711 – 1794), австрийски външен министър и канцлер (1753 – 1792), и съпругата му графиня Мария Ернестина фон Щархемберг (1717 – 1749), дъщеря на граф Франц Антон фон Щархемберг (1691 – 1743) и графиня Мария Антония фон Щархемберг (1692 – 1742). Брат е на княз Ернст Кристоф фон Кауниц-Ритберг (1737 – 1797).
С условието да обедини името и герба, леля му (сестра на баща му) графиня Мария Антония Кауниц (1708 – 1778) и нейният съпруг граф Йохан Адам фон Квестенберг (1678 – 1752) поставят Доминик Андреас за наследник на техния род. От 1761 г. той се нарича „фон Кауниц-Ритберг-Квестенберг“.
Доминик Андреас работи на австрийска дипломатическа служба и между 1774/1776 и 1779/1780 г. е посланик в Мадрид. Той става 1792 г. рицар на австрийския Орден на Златното руно. От 1794 г. той е „вице-обрист-дворцов щалмайстер“ и от 1807 г. „оберст-щалмайстер“.
След смъртта на брат му Ернст Кристоф през 1797 г. той става негов наследник и така управляващ граф на Ритберг. Страната през 1806/07 г. е окупирана от французите и присъединена към Кралство Вестфалия.

## Фамилия
Доминик Андреас фон Кауниц-Ритберг-Квестенберг се жени на 10 януари 1762 г. за графиня Бернардина фон Плетенберг-Витем (* 7 март 1743; † 22 декември 1779), дъщеря на граф Франц Йозеф фон Плетенберг-Витем (1714 – 1779) и графиня Мария Алойзия фон Ламберг (1718 – 1796). Те имат четири деца:
- Мария Терезия Алойзия (* 3 февруари 1763, Виена; † 28 юли 1803, Пенцинг при Виена), омъжена на 28 юли 1785 във Виена за Рудолф Йохан Венцел фон Врбна и Фройдентал (* 23 юли 1761, Виена; † 30 януари 1823, Виена)
- Мария Антония (* 6 август 1765; † 7 април 1805 в Ритберг), манастирска дама в Монс
- Алойз Венцел Доминик (* 19 юни 1774, Виена; † 15 ноември 1848, Париж), наследява баща си, австрийски дипломат, женен на 29 юли 1798 г. за графиня Франциска Унгнад фон Вайсенволф (* 3 декември 1773; † 7 октомври 1859)
- Филипина фон Кауниц (* 11 октомври 1769; † 3 май 1771)

Съпругата му Бернардина фон Кауниц-Ритберг умира 1779 г. и е погребана в катедралата Свети Стефан.